# 삼성 링크
삼성 링크(Samsung Link)는 자신이 가진 여러 개의 기기 및 스토리지 서비스 간의 연결을 지원하는 컨버전스 서비스이다. 같은 계정에 PC, 스마트폰, 태블릿 등 기기와 스토리지를 등록하여, 사진, 동영상, 비디오, 문서 등을 원격에서도 손쉽게 즐길 수 있다. 또한 Dropbox, SugarSync, Skydrive와 같은 스토리지 서비스들에 저장된 컨텐츠도 다운로드 받거나 스트리밍할 수 있다.

## 기능

### 기기 간 콘텐츠 원격 재생과 전송
이동 중에 집PC에 저장된 동영상을 바로 재생하는 등, 같은 계정에 연결된 PC, 스마트 기기, 스토리지 서비스에 저장된 콘텐츠를 재생하거나, 다른 기기로 전송 할 수 있다.

### TV에서 콘텐츠 감상
기존 AllShare의 DLNA기능을 이용하여 스마트폰, 태블릿, PC에서 콘텐츠를 같은 네트워크에 연결된 TV로 재생할 수 있다. TV에서 같은 계정으로 로그인 하면, 다른 네트워크에 있는 기기나 스토리지에 저장된 콘텐츠도 볼 수 있다.

### 촬영한 사진/동영상 자동 업로드
스마트폰이나 태블릿, 카메라에서 촬영한 사진과 동영상이 자동으로 PC나 스토리지 서비스에 저장되도록 설정할 수 있다.

### 통합 검색
같은 계정에 등록된 모든 기기와 스토리지에 저장된 사진, 음악, 동영상, 문서들을 한 화면에서 검색하여 찾을 수 있다.

## 역사
2012년 2월 13일, 웹에서 사용이 가능한 AllShare Play Mini 버전을 출시하였다. 2012년 5월 29일, Galaxy S3에 탑재되어 AllShare Play 정식 버전이 출시되었다. 2013년 4월 25일, Allshare Play에서 이름을 Samsung Link로 변경하였다.
2016년11월1일 8시,서비스 중단

## 지원 기기
스마트폰 / 태블릿 (삼성 제품에 한함), PC, 카메라 (2012년 이후 출시 된 삼성 제품 중 Wi-Fi를 지원하는 모델에 한함), SMART TV (2012년 이후 출시 된 삼성 제품에 한함), BD-HDD, HomeSync